# Pulphagus®
Pulphagus® è un romanzo di fantascienza dello scrittore italiano Lukha B. Kremo (pseudonimo di Gianluca Cremoni Baroncini), edito nel 2016 e vincitore del Premio Urania Mondadori dello stesso anno.

## Storia editoriale
Il romanzo è stato pubblicato nel 2016 da Arnoldo Mondadori Editore, nella collana Urania, nel volume Pulphagus® Fango dei cieli, che contiene anche i racconti Lo sguardo di Pulphagus® e Piano divino. Nel 2018 è uscita una serie di racconti lunghi chiamata Pulphagus® L'inferno dei cieli, e il romanzo spin off Korchin e l'odio (entrambi per Delos Digital).

## Ambientazione
Il romanzo è ambientato in un futuro prossimo (a circa duecento anni da oggi), nel quale gli uomini hanno colonizzato lo spazio circumterrestre. In particolare, una colonia è stata stabilita all'interno di un piccolo asteroide, che è stato spostato su un'orbita cislunare. Denominato ufficialmente Erewhon (come l'Erewhon di Samuel Butler), è chiamato comunemente Pulphagus®, dal nome dell'azienda, la PulphagusCo®, che lo gestisce e governa.
Pulphagus® è stato trasformato in un enorme impianto per lo smaltimento ed il trattamento dei rifiuti umidi prodotti su LaTerra® (la Terra). La popolazione abita una stretta fascia della superficie interna dell'asteroide cavo, mentre la restante parte è occupata dagli impianti di lavorazione; una parte di essi, dismessi, è stata invasa da una foresta di vegetali (indicati come "peli"), che progressivamente avanza verso l'abitato. Su Pulphagus® non esiste un governo indipendente dai gestori dell'azienda; la forza di sicurezza aziendale è incaricata dei compiti di polizia, la popolazione umana tuttavia è salvaguardata solo nella misura in cui è nell'interesse dell'azienda stessa.
Giuseppe Lippi indica nella terra dei fuochi il corrispettivo terrestre che potrebbe aver ispirato Lukha B. Kremo nel creare questa ambientazione infernale; né manca la stessa crudeltà criminale camorristica, che pervade la società a vari livelli.
LaTerra®, il paradiso sul quale sognano di fuggire gli abitanti di Pulphagus®, ha a sua volta acquisito tratti stranianti e opprimenti. Lo stesso linguaggio è rigidamente controllato e l'uso dei vocaboli è soggetto in parte a una monetizzazione che impone una differenziazione di classe a livello di comunicazione: gli strati bassi della società sono praticamente incentivati a usare espressioni triviali (che sono gratuite), mentre i termini più specifici e caratterizzanti hanno un costo per loro proibitivo. Il testo del romanzo contiene segni grafici accostati ad alcune parole per indicarne il costo, in ordine decrescente di prezzo:
- ™ = parole registrate a dominio privato
- ® = parole registrate a dominio pubblico
- © = parole di prima categoria
- # = parole di seconda categoria
- parole di terza categoria (gratuite)

## Trama
Il romanzo presenta due trame parallele, con ampio uso dell'analessi. Un filone costituisce un vero e proprio romanzo di formazione, nel quale il protagonista Shevek, ancora adolescente, conduce il lettore alla scoperta di Pulphagus® e dei suoi abitanti, fino all'occasione che lo porterà ad abbandonare il planetoide per trasferirsi sulla Terra. Il presente del romanzo corrisponde invece al ritorno di Shevek su Pulphagus®, dopo sette anni di assenza, alla ricerca di Mirea, della quale è ancora innamorato.
Il protagonista, il giovane Shevek, viene autorizzato dal suo protettore, il ricco e potente Raskal, a ritornare sul satellite Pulphagus® allo scopo di trovare e portare con sé sulla Terra la giovane Mirea, la ragazza della quale Shevek era innamorato da adolescente e della quale ha perso le tracce al momento di lasciare il planetoide.
Mirea era inizialmente la fidanzata di Crosta, il capo di una banda giovanile latino nella quale anche Shevek era stato accettato. L'evento traumatico che avvicinò sentimentalmente i due giovani fu la misteriosa scomparsa di Crosta, durante l'agguato di una banda rivale dei fratelli stafari. La loro frequentazione al principio non era ben vista dal padre di Shevek, un "lavorante" (nell'unica industria di Pulphagus®, il ciclo di smaltimento rifiuti). Era inoltre ostacolata da strani eventi che sembravano coinvolgere Mirea, convinta che Crosta ritornasse sotto forma di Golem ogni notte per possederla. Un'orrenda strage di latinos sterminati nella sede della banda rese più credibile la versione di Mirea agli occhi di Shevek.
La fortuna di Shevek iniziò dall'incontro casuale con Raskal, arrivato su Pulphagus® appena riuscito ad acquisire un contratto esclusivo con la PulphagusCo.® Aveva bisogno di un interprete, aveva ritenuto che Shevek potesse svolgere adeguatamente il compito ed aveva deciso di portarlo con sé al suo ritorno sulla Terra. Shevek aveva accettato, ma a patto che anche Mirea potesse andare con lui; Raskal però l'aveva ingannato, consegnando la ragazza a un capo malavitoso poco prima che la navetta spaziale partisse.
Sette anni dopo questi eventi, Raskal, spinto dal rimorso, incarica il suo protetto di tornare su Pulphagus® e rintracciare la ragazza. Al suo ritorno su Pulphagus®, Shevek trova una società profondamente cambiata dall'uso estensivo di allucinogeni sintetici e nella quale i Golem - esseri umani posseduti da colonie di spore che controllano il loro sistema nervoso e li spingono ad attaccare in branco - sono diventati una minacciosa realtà. È proprio grazie ad una grossa partita di droga, che Raskal gli ha fornito come mezzo di scambio, che riuscirà nella sua impresa di riacquistare Mirea da Hadu e Psyphone, i coniugi che - grazie a Raskal - sono riusciti a ottenere il controllo del consiglio d'amministrazione della PulphagusCo.® e, tramite essa, di tutto il planetoide.

## Seguiti, Spin-off e graphic novel
Nel 2018 esce la serie Pulphagus® - L'inferno dei cieli, racconti per Delos Digital che rappresentano, insieme al racconto uscito in appendice sullo stesso Urania n. 1636, il seguito del romanzo, che quindi è composto dai racconti: Lo sguardo di Pulphagus®, La vendetta dei Calcaterra, Fuga all'inferno. Pulphagus®: rivoluzione!, La catarsi di Raskal, La fine di Pulphagus®, Il più vile dei tradimenti, Il raggio della morte, Mutilati! e I figli di Pulphagus®.
Nello stesso anno esce anche il romanzo spin-off Korchin e l'odio.
Nel 2024 viene stampata in copie limitate la versione graphic novel (sceneggiatura e dialoghi: Lukha B. Kremo, disegni e colori: Nonio Maia, ebaorati con AI generativa e fotoritocco).

## Critica
Giuseppe Lippi, curatore di Urania, fa un parallelo tra la trama del romanzo e il racconto mitologico di Orfeo ed Euridice, con il planetoide a fare la parte dell'inferno. Inoltre, vede nell'avventura di Shevek un giovanile viaggio iniziatico, un «impensato recupero del meglio attraverso il peggio».

## Edizioni
- Lukha B. Kremo, Pulphagus®, in Pulphagus® Fango dei cieli, Urania n° 1636, Milano, Arnoldo Mondadori Editore, 2016,  p. 220, ISBN 9771120528361.